# Бокс на Панамериканских играх 1991
Турнир по боксу на XI Панамериканских играх прошёл в кубинской столице Гаване со 2 по 18 августа 1991 года. По итогам соревнований производился отбор на летние Олимпийские игры 1992 года в Барселоне — олимпийскую лицензию получали спортсмены, занявшие первое и второе места. Наиболее успешно выступили боксёры из Кубы, одержавшие победу во всех весовых категориях кроме полусредней.

## Медалисты
| Весовая категория            | Золото                         | Серебро                           | Бронза                                                   |
| ---------------------------- | ------------------------------ | --------------------------------- | -------------------------------------------------------- |
| Минимальный вес (- 48 кг)    | Рохелио Марсело Куба           | Рикардо Санчес Лопес Мексика      | Нельсон Дьеппа Пуэрто-Рико Луис Фернандо Ретаюд Колумбия |
| Наилегчайший вес (- 51 кг)   | Хосе Рамос Куба                | Давид Серрадас Венесуэла          | Хосе Фрьетас Бразилия Стефан Роуз Гайана                 |
| Легчайший вес (- 54 кг)      | Энрике Каррион Куба            | Карлос Херена Алленде Пуэрто-Рико | Луис Альберто Ойеда Венесуэла Хавьер Кальдерон Мексика   |
| Полулёгкий вес (- 57 кг)     | Арнальдо Меса Куба             | Кеннет Фрайдей США                | Рожериу де Бриту Бразилия Арнульфо Кастильо Мексика      |
| Лёгкий вес (- 60 кг)         | Хулио Гонсалес Валладарес Куба | Патрис Брукс США                  | Делрой Лесли Ямайка Уильям Ирвин Канада                  |
| Полусредний вес (- 63,5 кг)  | Стиви Джонсон США              | Эдгар Руис Мексика                | Луис да Силва Бразилия Анибаль Асеведо Пуэрто-Рико       |
| Первый средний вес (- 67 кг) | Хуан Эрнандес Сьерра Куба      | Грег Джонсон Канада               | Сантос Бельтран Мексика Хосе де ла Крус Гусман Венесуэла |
| Средний вес (- 71 кг)        | Хуан Карлос Лемус Куба         | Мигель Анхель Хименес Пуэрто-Рико | Лукас Франса Бразилия Равиа Спрингс США                  |
| Второй средний вес (- 75 кг) | Рамон Гарбей Куба              | Крис Джонсон Канада               | Ричард Сантьяго Родригес Пуэрто-Рико Майкл Демосс США    |
| Полутяжёлый вес (- 81 кг)    | Орестес Солано Куба            | Раймундо Рафаэль Янт Венесуэла    | Дейл Браун Канада Терренс Пул Гайана                     |
| Первый тяжёлый вес (- 91 кг) | Феликс Савон Куба              | Шэннон Бриггс США                 | Том Глесби Канада                                        |
| Второй тяжёлый вес (+ 91 кг) | Роберто Баладо Куба            | Харольд Арройо Пуэрто-Рико        | Элио Эстебан Ибарра Аргентина Терри Кэмпбелл Канада      |

## Медальный зачёт
| Место | Страна      |    |    |    | Всего |
| ----- | ----------- | -- | -- | -- | ----- |
| 1     | Куба        | 11 | 0  | 0  | 11    |
| 2     | США         | 1  | 3  | 2  | 6     |
| 3     | Пуэрто-Рико | 0  | 3  | 3  | 6     |
| 4     | Канада      | 0  | 2  | 4  | 6     |
| 5     | Мексика     | 0  | 2  | 3  | 5     |
| 6     | Венесуэла   | 0  | 2  | 2  | 4     |
| 7     | Бразилия    | 0  | 0  | 4  | 4     |
| 8     | Гайана      | 0  | 0  | 2  | 2     |
| 9     | Аргентина   | 0  | 0  | 1  | 1     |
| 9     | Колумбия    | 0  | 0  | 1  | 1     |
| 9     | Ямайка      | 0  | 0  | 1  | 1     |
| Итого | Итого       | 12 | 12 | 24 | 48    |